# Cinórrodo

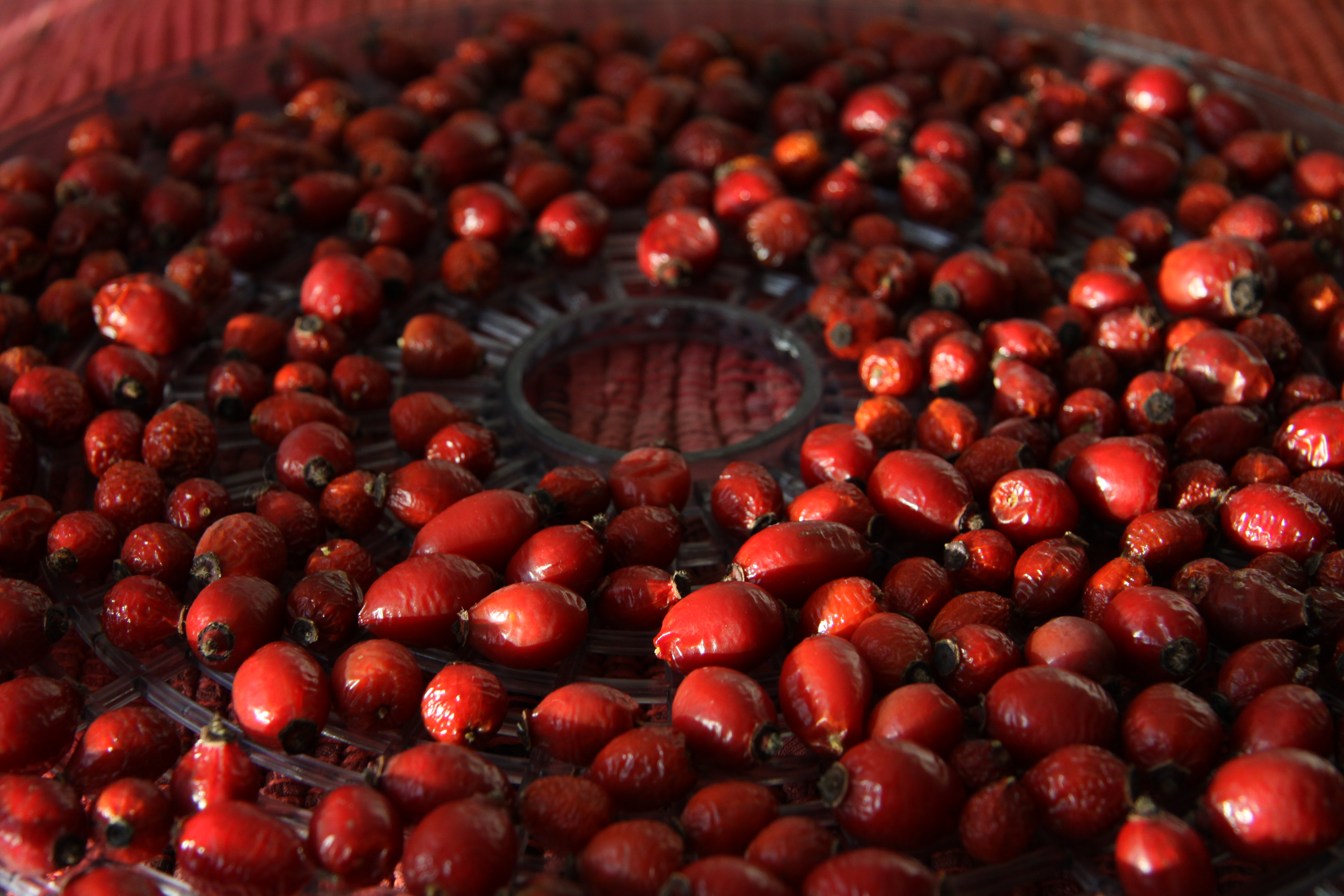
Cinórrodos de rosa sendo secos para produção de infusões

O cinórrodo ou cinorródio é um pseudofruto dos arbustos do gênero Rosa. 
Trata-se de um fruto múltiplo (poliaquénio) encerrado num invólucro formado a partir de um hipanto e desenvolvimento do recetáculo. Suas formas e cores variam de acordo com a espécie da planta, podem ser arredondadas ou alongadas, as cores podem variar em tons de verde, laranja, vermelho, ou roxo. Em algumas variedades podem ser consumidas, como na Rosa canina.
Devido ao fato desses frutos apresentarem alto teor de ácido ascórbico, apresentam propriedades cicatrizantes, anti-inflamatórias e antioxidantes.